# Cross-Gender
Als Cross-Gender (von englisch gender „soziales Geschlecht“, etwa: „dem anderen Geschlecht entsprechend“) werden einerseits diejenigen Erscheinungsformen und Praktiken bezeichnet, bei denen sich Personen nicht gemäß ihrer soziokulturell geprägten Geschlechterrollen verhalten. Andererseits kann die Bezeichnung eine Kommunikation zwischen Partnern verschiedenen Geschlechts meinen.

## Übernahme der jeweils anderen Geschlechterrolle
Cross-gendern kann sich etwa in Kleidung oder Verhalten widerspiegeln, die kulturell dem anderen Geschlecht zugeschrieben sind (Cross-Dressing). Vereinfacht gesagt, handelt es sich um Männer, die sich nach der geltenden Geschlechterordnung weiblich kleiden und/oder verhalten – oder umgekehrt um Frauen, die sich männlich geben (vergleiche auch Unterschiede zwischen Geschlechtshabitus und Geschlechterrolle). Die Annahme des anderen Geschlechts kann rein spielerischen Charakter haben, aber auch Ausdruck einer transgeschlechtlichen Identität sein.
Personen mit einer Cross-Gender-Geschlechtsidentität können gleichartige sexuelle Orientierung haben wie diejenigen, die sich in Übereinstimmung mit ihrem biologischen Geschlecht fühlen (Cisgender) und etwa homosexuell, bisexuell, asexuell oder heterosexuell veranlagt sein. Fühlen sie sich jedoch zum gleichen biologischen Geschlecht hingezogen, empfinden das die Betroffenen oft nicht als homosexuelle Neigung, da sie sich dem anderen Geschlecht zugehörig fühlen.
Beispiele für Cross-Gender-Verhalten bei Frauen sind Butch oder Dragking, bei Männern Dragqueen oder Tunte (vergleiche Transvestitismus).

## Cross-Gender als Kommunikationsform
Mit Cross-Gender können auch Kommunikationsprozesse bezeichnet werden, in denen die beteiligten Partner unterschiedliche Geschlechter haben, etwa beim Cross-Gender Mentoring. Hier werden gezielt Personen des anderen Geschlechts gewählt, um Verständniskompetenz für spezifisch „weibliche“ oder „männliche“ Lebenswelten, Verhaltensweisen und Probleme zu gewährleisten. Der Gegensatz ist equal gender mentoring: Beratung durch das gleiche Geschlecht.

## Cross-Gender im Gesellschaftstanz
Im Queer Tango wird das traditionelle Geschlechterrollenverhalten umgedreht und beliebig gewechselt: Frauen führen, Männer folgen. Männer tanzen die traditionell weiblichen Bewegungsmuster und Frauen lernen, sich auf das konventionell männliche Bewegungsrepertoire umzustellen. Beim queeren Tangotanzen jenseits der Gender-Grenzen bilden sich Frau-Mann, Frau-Frau-, Mann-Mann- als auch traditionelle Mann-Frau-Tanzpaare mit häufigem Rollentausch.

## Grammatisches Cross-Gender im lateinamerikanischen Bolero
Im gesungenen lateinamerikanischen Bolero gibt es das Element einer so genannten „grammatischen Cross-Gender-Darbietung“, ermöglicht durch eine Eigenart der spanischen Sprache: Im Spanischen markieren Morpheme das Geschlecht des Sprechers – je nachdem, ob eine Frau oder ein Mann denselben Bolero singt, müssten diese Morpheme geschlechtsspezifisch angepasst werden. Manche Bolerosänger und Bolerosängerinnen passen diese Morpheme bewusst nicht heterosexuell an, sondern singen aus der Perspektive des anderen Geschlechts. Diesen „Bolereo“-Stil nennt Roberto Strongman queering grammatical gender.